# 熊猫频道
熊猫频道（英語：iPanda）是中国中央电视台下辖新媒体平台央视网所承办的网站，提供成都大熊猫繁育研究基地、中国大熊猫保护研究中心等大熊猫保护基地的视频直播和大熊猫保育等相关消息。

## 网站内容
熊猫频道于2013年8月6日上线，初期于成都大熊猫繁育研究基地内5处园区布设28路摄像头信号。2016年增加其他中国珍稀物种的视频直播和“熊猫文化”栏目。

## 外部来源
1. ↑  . 央视网. 2013-08-06  [2020-08-11]. （原始内容存档于2013-12-21）.
2. ↑  . 中国日报中文网. 2016-08-03  [2016-10-15]. （原始内容存档于2016-10-22）.